# أبو سعد الساعدي
أبو سعد الساعدي راوي حديث مجهول من صغار التابعين. روى له ابن ماجة.

## روايته للحديث النبوي
- روى عن: أنس بن مالك.
- روى عنه: رواد بْن الجراح العسقلاني.[1]
- الجرح والتعديل: قال أبو حاتم الرازي وأبو زرعة الرازي: «مجهول»، لم يرو عَنْهُ غير رواد بْن الجراح، روى له ابن مَاجَهْ حديثًا.[1]